# Bob Clendenin
Robert Treman 'Bob' Clendenin (Newark, 14 april 1964) is een Amerikaans acteur.

## Biografie
Clendenin studeerde in 1986 af aan de Cornell-universiteit in Ithaca, en haalde in 1990 zijn master of fine arts aan de Pennsylvania State University in Pennsylvania.
Clendenin was van 1995 tot en met 1998 getrouwd met Greer Shephard, vanaf 2001 is hij getrouwd met Erin Fiedler met wie hij twee kinderen heeft.

## Filmografie

### Films
- 2009 Star Trek: The Future Begins – als havenarbeider
- 2009 Race to Witch Mountain – als Lloyd
- 2007 Wildlife – als Ron
- 2007 A New Tomorrow – als verhuizer
- 2006 Jane Doe: The Harder They Fall – als Dr. Edelstein
- 2006 Nobody's Watching – als Roy Ingold
- 2004 Lemony Snicket's A Series of Unfortunate Events – als klerk
- 2002 Moonlight Mile – als Server
- 2000 Dude, Where's My Car? – als Zarnoff
- 2000 Lost Souls – als mentale patiënt
- 2000 Kiss Tomorrow Goodbye – als John de barkeeper
- 2000 Running Mates – als Burn
- 1999 Bad City Blues – als Dutch
- 1999 The Thirteen Floor – als bankmanager
- 1999 8MM – als porno klerk
- 1998 Watchers Reborn – als Barnes
- 1997 L.A. Confidential – als verslaggever bij station Hollywood
- 1996 Kazaam – als toneelmanager
- 1996 Eye for an Eye – als hotel klerk
- 1995 Indictment: The McMartin Trial – als geluidsman

### Televisieseries
Uitgezonderd eenmalige gastrollen.
- 2013 Quickdraw – als Vernon Shank – 4 afl.
- 2010-2013 Cougar Town – als Dr. Tom Gazelian – 38 afl.
- 2009 The Middle – als stem – 7 afl.
- 2005-2009 The Closer – als Dr. Terrence – 6 afl.
- 2002-2009 Scrubs – als Dr. Zeltzer – 7 afl.
- 2006-2009 10 Items or Less – als Carl – 21 afl.
- 2007-2008 My Name Is Earl – als Slow Roger – 3 afl.
- 2005-2006 Twins – als Bob – 6 afl.
- 2004-2005 Rodney – als loodgieter Dave – 4 afl.
- 2003-2004 Good Morning, Miami – als Carl – 4 afl.
- 1998-2002 Felicity – als Dr. Norman – 5 afl.
- 1999-2001 Popular – als Godfrey – 1 afl.
- 2000-2001 That '70s Show – als Earl – 3 afl.
- 2000 Ally McBeal – als Benjamin Winter – 2 afl.
- 1998-2000 Caroline in the City – als Dave – 3 afl.
- 1997-1998 The Practice – als David Rogers - 4 afl.

- International Standard Name Identifier: 0000 0001 0249 2078
- Library of Congress Control Number: no2010123165
- Virtual International Authority File: 152854982
- WorldCat: E39PBJtmvYwMmqtmhqBwrByjmd